# Всё тип-топ, или Жизнь на борту
«Всё тип-топ или Жизнь на борту» (англ. The Suite Life on Deck) — американский телесериал в жанре подростковый ситком, состоящий из трех сезонов, продолжение популярного сериала «Всё тип-топ, или жизнь Зака и Коди» (2005—2008). Правами на показ сериала обладает Disney Channel. Премьера сериала собрала рекордную аудиторию: 5,7 млн зрителей в США, обогнав в рейтинге «Ханну Монтану» и «Волшебников из Вэйверли Плейс». Официальное русское название — «Всё тип-топ, или жизнь на борту». 25 марта 2011 года на основе телесериала вышел фильм «Зак и Коди: Всё тип-топ». Премьера сериала в России состоялась на канале СТС, затем повтор на Канале Дисней.

## Сюжет
Роскошный морской лайнер готовится к длительному путешествию. На борту старые знакомые из отеля «Тип-топ» (англ. Tip-Ton): близнецы Зак и Коди, строгий Мистер Мозби, надевший форму менеджера морского отеля, и Лондон Тип-Топ — дочь владельца парохода. Попутно с учёбой на борту, им предстоит встретить много новых друзей, останавливаясь в портах разных стран, где их ждут новые приключения.

## Герои

### Коди Мартин
Коди — брат-близнец Зака, интеллигентный, чистюля и чувствительный, прекрасно готовит. Предпочитает учёбу развлечениям, однако всегда оказывается втянутым в авантюры брата. Влюблен в Бейли, пытался её поцеловать, но не получилось, поэтому Бейли сама поцеловала его в 20 серии 1 сезона. Позже расстались в последней серии 2 сезона, в Париже, когда Бейли, подумав, что Коди ей изменил, обнялась с художником-французом. На протяжении всего 3 сезона подразумевалось, что Коди и Бейли всё ещё испытывают чувства друг к другу. В 17 серии 3 сезона снова начали встречаться, но когда не попали в один университет (Йель), снова расстались на время, в надежде встречаться в будущем (Коди пообещал приехать к ней в университет).

### Зак Мартин
Зак — брат-близнец Коди, неугомонный авантюрист, снисходительно относится к Коди, считая, что тот зануда и «ребенок», и часто ведет себя эгоистично, однако на деле сильно к нему привязан. Отличается заносчивым характером и нелюбовью к школе. Зато преуспевает в спорте, особенно в баскетболе. Влюблен в Майю. Встречался с ней. Но в заключительной серии расстаётся с ней, потому что та решила записаться добровольцем в Корпус мира.

### Лондон Тип-топ
Лондон — дочь владельца сети отелей «Тип-Топ» и лайнера, на котором путешествуют герои. Избалованная, наивная и гламурная девушка, совсем не приспособленная к реальной жизни. Её отец-миллиардер отправил её в путешествие, полагая, что здесь она познакомится с настоящей жизнью. Для этого ей даже предоставляют дешевую каюту, в отличие от привычных ей роскошных апартаментов Бостонского отеля «Тип-топ». Кроме того, кажется, что она презирает Бейли, но на самом деле очень её уважает. Именно благодаря мисс Татвейлер окончила школу. В заключительной серии признается, что она будет очень скучать по мистеру Мозби.

### Бейли Пиккет
Бейли — весёлая, милая и дружелюбная девушка. В первой серии прикинулась парнем, чтобы сесть на борт, но быстро прокололась. Имеет поросёнка на ферме дома. Большая фанатка «Ханны Монтаны», в прочем, как и всех знаменитостей. Некоторое время была предметом воздыхания Зака. Но потом поняла, что влюблена в Коди, и теперь встречается с ним.
Позже расстались в последней серии 2 сезона, в Париже, когда Бэйли, подумав, что Коди ей изменил, обнялась с художником-французом. На протяжении всего 3 сезона подразумевалось, что Коди и Бейли всё ещё испытывают чувства друг к другу. В 17 серии 3 сезона снова начали встречаться, но когда не попали в один университет (Йель), снова расстались на время, в надежде встречаться в будущем (Коди пообещал приехать к ней в университет).

### Мистер Мэрион Мозби
Мистер Мозби — деловой, интеллигентный и порядочный менеджер корабля, в прошлом — менеджер отеля «Тип-топ» в Бостоне. Всё время занят поддержкой порядка на судне, и разрешением новых проблем, создаваемых близнецами. Кроме того отцом Лондон Тип-Топ было поручено следить за ней, что доставляет ему не меньше хлопот. В заключительной серии она признаётся, что очень сильно будет по нему скучать, ведь он был ей как отец. В заключительной серии делает перед ребятами предложение Эмме Татвейлер, на что та отвечает взаимностью.

### Вудфорд Финк
Вуди — друг Зака. Любит поесть. Живет в одной каюте с Коди. У него появляется девушка Эдисонн. В отличие от друзей продолжает встречаться с ней. У него есть сестра, с которой встречается Коди во время расставания с Бэйли.

### Эмма Татвейлер
Мисс Татвейлер — учитель истории на судне. Очень любит заваливать учеников домашними заданиями и читать любовные романы. Ей почти 40, но у неё нет ни мужа, ни детей. Ненавидит современную технику. Влюблена в мистера Мосби. В заключительной серии он делает ей предложение руки и сердца и та отвечает ему взаимностью.

### Майя Беннетт
Майя — весёлая, отзывчивая и очень красивая девушка, появляется в 4 серии 3 сезона. Влюбляется в Зака, который вскоре становится её парнем. Хотя при первой встрече она его отшила, считая, что он просто бабник, который поиграет с ней и бросит, вскоре узнала, что это не так, и ответила ему взаимностью. В заключительной серии Зак расстаётся с ней, так как она решает записаться добровольцем в Корпус мира.

## В ролях

### Главные герои
- Коди Мартин — Коул Спроус
- Зак Мартин — Дилан Спроус
- Лондон Тип-Топ — Бренда Сонг
- Бейли Пиккет — Дебби Райан
- Мистер Марион Мосби — Фил Льюис
- Вуди Финк — Мэттью Тиммонс
- Эмма Татвейлер — Эрин Кардилло
- Майя Беннетт — Зои Дойч
- Маркус Литтл — Док Шоу

### Приглашенные гости
- Керри Мартин — Ким Родс (1, 3 сезоны)
- Мэдди Фитцпатрик — Эшли Тисдейл (1 сезон)
- Ханна Монтана — Майли Сайрус (1 сезон)
- Лили Траскотт — Эмили Осмент (1 сезон)
- Алекс Руссо — Селена Гомес (1 сезон)
- Джастин Руссо — Дэвид Генри (1 сезон)
- Макс Руссо — Джейк Ти Остин (1 сезон)
- Джордин Спаркс (2 сезон)
- Синди — Кэти Ли Джифорд (2 сезон)
- Шон Кингстон (3 сезон)
- Дуайт Ховард (3 сезон)
- Дерон Уильямс (3 сезон)
- Кевин Лав (3 сезон)
- Мусс — Хатч Дано (1, 3 сезоны)
- Уилфред Тип-Топ — Джон Майкл Хиггинс (3 сезон)
- Кони Фитцпатрик — Дженнифер Тисдейл (1 сезон)
- Арвин Хоккаузер — Брайан Степанек (1, 3 сезоны)
- Барбара — Софи Ода (1 сезон)
- Боб — Чарли Стюарт (1 сезон)
- Курт Мартин — Роберт Торти (1, 3 сезоны)
- Джессика и Дженнис — Камилла и Ребекка Россо (2 сезон)
- Эстебан Рамирес — Адриан Р`Манте (2 сезон)

## Список эпизодов
| Сезон | Сезон | Эпизоды | Оригинальная дата показа | Оригинальная дата показа |
| Сезон | Сезон | Эпизоды | Премьера сезона          | Финал сезона             |
| ----- | ----- | ------- | ------------------------ | ------------------------ |
|       | 1     | 21      | 26 сентября 2008         | 17 июля 2009             |
|       | 2     | 28      | 7 августа 2009           | 18 июня 2010             |
|       | 3     | 22      | 2 июля 2010              | 6 мая 2011               |
|       | Фильм | Фильм   | 25 марта 2011            | 25 марта 2011            |

## Полнометражный фильм
Создатели сериала подумывали над идеей снять полнометражный фильм ещё после завершения ситкома «Всё тип-топ, или Жизнь Зака и Коди», но из-за нехватки средств проект был приостановлен. В итоге фильм был снят американским режиссёром Шоном МакНамарой в 2011 году. Премьера фильма в США состоялась 25 марта 2011 года на Disney Channel.